# Östra Hamngatan
A Östra Hamngatan - literalmente Rua Oriental do Porto - é uma rua do centro histórico da cidade de Gotemburgo, na Suécia.

Tem 330 m de extensão, começando na doca de Lilla Bommen e terminando na praça Kungsportsplatsen.

É uma rua central, com movimento, restaurantes, cafés e lojas.

Até à decada de 1930, a Östra Hamngatan tinha um canal no meio, em cuja entrada havia uma barreira defensiva chamada Lilla Bommen. O canal foi encerrado e cheio de terra, passando a ser uma rua, onde foi construída mais tarde uma linha de elétrico (spårvagn na SUÉCIA; elétrico em PORTUGAL e bonde no BRASIL).

## Locais importantes na Östra Hamngatan
- Restaurantes: O'Learys
- Cafés: Condeco, Waynes Coffee
- Lojas: Lagerhaus, Jedviks, Panduro Hobby
- Bancos: Danske Bank, Handelsbanken
- Pubs: The Dubliner